# Мигушино
Мигушино (рос. Мигушино) — присілок в Невельському районі Псковської області Російської Федерації.
Населення становить 115 осіб. Входить до складу муніципального утворення Артьомовська волость.

## Історія
Від 2015 року входить до складу муніципального утворення Артьомовська волость.

## Населення
| 2001 | 2002 | 2010 |
| ---- | ---- | ---- |
| 103  | ↗125 | ↘115 |